# La lycéenne séduit ses professeurs
Série
La lycéenne est dans les vaps
(1979) La lycéenne fait de l'œil au proviseur (en)
(1980)
Pour plus de détails, voir Fiche technique et Distribution.
La lycéenne séduit ses professeurs (La liceale seduce i professori) est une comédie érotique italienne réalisée par Mariano Laurenti et sortie en 1979.
Elle fait partie de la série de La Lycéenne.

## Synopsis
Pour l'éloigner des distractions juvéniles de la ville, la belle Angela Mancinelli est envoyée par son père dans une petite ville des Pouilles pour vivre avec son oncle, directeur de lycée et victime des moqueries de ses élèves.
Elle gagne rapidement le cœur du directeur, de ses camarades de classe et de son cousin, qui joue secrètement dans un groupe. Ce dernier est convoité par la ravissante Irma. Angela vise haut, en s'attirant les bonnes grâces d'un jeune professeur bourru.

## Notice technique
- Titre en français : La lycéenne séduit ses professeurs[2]
- Titre original : La liceale seduce i professori[3]
- Réalisation : Mariano Laurenti
- Scenario :	Mariano Laurenti, Francesco Milizia (it)
- Photographie :	Federico Zanni
- Montage : Alberto Moriani (it)
- Musique : Gianni Ferrio
- Décors : Elio Micheli
- Société de production : Dania Film
- Pays de production :  Italie
- Langue originale : Italien
- Format : Couleurs par Eastmancolor
- Durée : 89 minutes
- Genre : Comédie érotique italienne
- Dates de sortie :
  - Italie : 9 août 1979
  - France : 4 mars 1981[2]

## Distribution
- Lino Banfi : Prof. Pasquale La Ricchiuta
- Gloria Guida : Angela Mancinelli
- Carlo Sposito : Prof. Caccioppo
- Alvaro Vitali : Salvatore Pinzarrone
- Lorraine De Selle : Fedora, la maîtresse de Pasquale
- Donatella Damiani : Irma, la camarade de classe d'Angela
- Fabrizio Moroni : Professeur Carlo Casalotti
- Dario Silvagni : Marco La Ricchiuta
- Ninetto Davoli : Arturo
- Jimmy il Fenomeno : facteur
- Nando Paone : Enzo, un compagnon de Carlo
- Paola Pieracci : Concetta, la logeuse du professeur Casalotti
- Germana Dominici : le professeur de physique
- Gianluca Manunza : Paoletto, le fils du professeur de physique
- Ermelinda De Felice : belle-mère du professeur de physique
- Mario Squillante : le chef d'établissement

## SérieLa Lycéenne
- 1973 : La lycéenne découvre l'amour (La ragazzina) de Mario Imperoli
- 1975 : La lycéenne a grandi' (Quella età maliziosa) de Silvio Amadio
- 1975 : À nous les lycéennes (La liceale) de Michele Massimo Tarantini
- 1976 : La lycéenne se marie (Scandalo in famiglia) de Marcello Andrei
- 1978 : Les lycéennes redoublent (La liceale nella classe dei ripetenti) de Mariano Laurenti
- 1979 : La lycéenne est dans les vaps (La liceale, il diavolo e l'acquasanta) de Nando Cicero
- 1979 : La lycéenne séduit ses professeurs (La liceale seduce i professori) de Mariano Laurenti
- 1981 : La lycéenne fait de l'œil au proviseur (La ripetente fa l'occhietto al preside) de Mariano Laurenti
- 1982 : La Lycéenne et les Fantômes (La casa stregata) de Bruno Corbucci